# Astma
Možná hledáte již nepoužívaný výraz astma cardiale
Astma (z řeckého ἅσθμα, ásthma, „lapání po dechu“, celým názvem astma bronchiale; zastarale záducha) je běžné chronické onemocnění dýchacích cest charakterizované různými opakujícími se symptomy, dočasným omezením průtoku vzduchu průduškami (reverzibilní bronchiální obstrukce) a křečemi svalstva průdušek. Mezi běžné symptomy patří sípání, kašel, svírání na hrudi a dušnost.
Má se za to, že astma je způsobeno kombinací faktorů genetických a environmentálních (týkajících se životního prostředí). Diagnóza astmatu obvykle vychází ze vzorce symptomů, reakce na léčbu v průběhu času a spirometrie. Astma je klinicky klasifikováno podle četnosti symptomů, usilovného výdechového objemu za jednu sekundu (FEV1) a vrcholu výdechové průtokové rychlosti. Klasifikováno může být rovněž jako atopické (alergické) nebo neatopické (nealergické), kde atopie souvisí s predispozicí k rozvinutí hypersenzitivity typu 1.
Léčba akutních symptomů je obvykle zajišťována inhalací krátkodobě působících agonistů beta-2 receptorů (například salbutamol) a orálním podáváním kortikosteroidů. Ve velmi závažných případech může být nezbytné podání nitrožilních kortikosteroidů, síranu hořečnatého a hospitalizace pacienta. Symptomům lze zabránit vyhýbáním se spouštěcím faktorům, například alergenům a dráždivým látkám, a užíváním kortikosteroidů inhalací. Dlouhodobě působící agonisty beta-receptorů (LABA) nebo antagonisty leukotrienových receptorů lze vedle inhalovaných kortikosteroidů použít v případě, že se symptomy astmatu nedaří dostat pod kontrolu. Počet případů astmatu od 70. let 20. století výrazně vzrostl. V roce 2011 trpělo na celém světě astmatem 235–300 miliónů osob; na jeho následky zemřelo přibližně 250 000 z nich.

## Příznaky a symptomy
Astma je charakterizováno opakujícími se epizodami sípání, dušnosti, svírání na hrudi a kašle. Při kašli může v plicích vznikat sputum, které je však často obtížné vykašlat. Během návratu do normálního stavu po záchvatu může mít sputum podobu hnisu v důsledku přítomnosti vysokého počtu bílých krvinek zvaných eozinofily. Symptomy jsou obvykle horší v noci a časně ráno nebo při reakci na námahu či pobyt na studeném vzduchu. Někteří lidé s astmatem zažívají symptomy jen velmi vzácně, obvykle v reakci na spouštěcí faktory, zatímco u jiných osob mohou být symptomy velmi výrazné a přetrvávající.

### Související zdravotní komplikace
U osob s astmatem se častěji vyskytuje řada dalších zdravotních komplikací, mezi které patří gastroezofageální refluxní choroba (GERD), rinosinusitida a obstrukční spánková apnoe. Běžnější jsou rovněž psychická onemocnění – úzkostné poruchy se objevují u 16–52 % a poruchy nálad u 14–41 % nemocných. Není však známo, zda astma způsobuje psychické problémy, nebo naopak, zda psychické problémy vedou ke vzniku astmatu.

## Příčiny
Astma je způsobeno kombinací složitých a stále ne zcela pochopených environmentálních a genetických souvislostí. Tyto faktory ovlivňují jak závažnost nemoci, tak odpověď organismu na léčbu. Má se za to, že k současnému zvýšenému počtu případů dochází v důsledku měnících se epigenetických faktorů (dědičných faktorů nesouvisejících se sekvenováním DNA) a změn prostředí, v němž žijeme.

### Environmentální faktory
Se vznikem a exacerbací (zhoršením) astmatu je spojováno mnoho environmentálních faktorů, mezi něž patří alergeny, znečištění vzduchu a další chemické látky přítomné v životním prostředí. Kouření během těhotenství a po porodu zvyšuje riziko astmatických symptomů. Avšak i pozdější pobyt v prostorách, ve kterých je možné kouřit, způsobuje astma. Špatná kvalita vzduchu způsobená znečištěním dopravou nebo vysokou hladinou ozónu souvisí jak se vznikem astmatu, tak se zvýšením jeho závažnosti. Vystavení těkavým organickým sloučeninám vyskytujícím se uvnitř domů a bytů může být spouštěcím faktorem astmatu; prokázán byl například účinek vystavení formaldehydu. S astmatem u dětí i dospělých souvisejí i ftaláty obsažené v PVC a vystavení vysokým hladinám endotoxinu.
Astma je spojováno s vystavením alergenům vyskytujícím se v prostředí domů a bytů. Mezi běžné alergeny tohoto typu patří prachoví roztoči, švábi, zvířecí kůže a srst a plísně. Snahy o snížení výskytu prachových roztočů se ukázaly být neúčinné. Určité virové infekce dýchacího ústrojí mohou riziko vzniku astmatu zvýšit, pokud tyto infekce člověk prodělá jako dítě; jde například o respirační syncytiální virus (RSV) nebo Rhinovirus. Jisté infekce naopak riziko snižují.
Astma je spojováno také s vystavením vedlejším produktům chlorace v plaveckých bazénech jako je trichloramin, který může způsobit kromě toho i akutní podráždění spojivek a vyvolat slzení, kašel nebo obtížné dýchání.
Příznaky jsou horší ve školním kolektivu.

#### Hygienická hypotéza
Hygienická hypotéza je teorie, která se pokouší vysvětlit celosvětově zvýšený počet případů astmatu jako přímý a neúmyslný důsledek sníženého vystavení neinfekčním bakteriím a virům v dětství. Omezené vystavení bakteriím a virům je částečně přičítáno větší čistotě a menšímu počtu rodinných příslušníků v domácnostech moderní společnosti. Důkazy potvrzující hygienickou hypotézu uvádějí nižší počet případů astmatu na farmách a v domácnostech s domácími mazlíčky.
Se vznikem astmatu je spojováno užívání antibiotik v rané fázi života. Rovněž porod císařským řezem souvisí se zvýšeným rizikem (odhadem 20–80 %) astmatu – zvýšené riziko je přičítáno chybějící zdravé bakteriální kolonizaci, kterou by novorozenec získal při normálním průchodu porodními cestami. Prokázána byla také souvislost mezi astmatem a úrovní blahobytu ve společnosti.

### Genetické faktory
| Hladina endotoxinu         | Genotyp CC    | Genotyp TT    |
| -------------------------- | ------------- | ------------- |
| Vystavení velkému množství | Nízké riziko  | Vysoké riziko |
| Vystavení malému množství  | Vysoké riziko | Nízké riziko  |

U astmatu je rizikovým faktorem i rodinná anamnéza, na níž se podílí mnoho různých genů. Pokud je astmatem postiženo jedno z jednovaječných dvojčat, je pravděpodobnost onemocnění druhého dvojčete přibližně 25 %. Do konce roku 2005 byla prokázána souvislost s astmatem u 25 genů, mimo jiné GSTM1, IL10,CTLA-4, SPINK5,LTC4S, IL4R a ADAM33, a to v šesti či více samostatných populacích. Mnoho z těchto genů souvisí s imunitním systémem nebo modulací zánětu. Ani v případě tohoto seznamu genů, jejichž vliv byl prokázán často opakovanými studiemi, nejsou výsledky u všech testovaných populací konzistentní. V roce 2006 bylo jedinou studií týkající se genetické asociace s astmatem indikováno více než 100 genů  a jejich počet dále roste.
Některé genetické varianty mohou astma zapříčinit pouze v kombinaci se specifickými environmentálními faktory. Příkladem je specifický jednonukleotidový polymorfismus (SNP) ve vazební oblasti CD14 a vystavení působení endotoxinu (bakteriální produkt). Vystavení endotoxinu může pocházet z několika environmentálních zdrojů, například tabákového kouře, psů nebo pobytu na farmách. Riziko astmatu je pak určeno genetickou dispozicí dané osoby a mírou vystavení endotoxinu.

### Onemocnění
Atopií se rozumí souběžný výskyt astmatu, atopického ekzému a alergické rinitidy. Největším rizikovým faktorem pro vznik astmatu je anamnéza atopického onemocnění; astma se objevuje mnohem častěji u osob s ekzémem nebo sennou rýmou. Nemoc je spojována i se syndromem Churgovým–Straussové, autoimunitním onemocněním a vaskulitidou. Symptomy astmatu se mohou objevovat i u osob s některými typy kopřivky.
Vzájemný vztah existuje rovněž mezi rizikem astmatu a obezitou, přičemž počet osob s obezitou a astmatem se v současné době zvýšil. Svou roli může hrát řada faktorů včetně snížené respirační funkce v důsledku nahromadění tuku a skutečnosti, že výskyt tukové tkáně vede ke vzniku prozánětlivého stavu.
Beta-blokátory, například propranolol, mohou astma vyvolat u osob, které jsou k němu náchylné. Kardioselektivní beta-blokátory jsou však bezpečné u osob s mírnými či středně těžkými projevy onemocnění. K dalším lékům, které mohou způsobovat problémy, patří ASA, NSAID a inhibitory angiotenzin konvertujícího enzymu.

### Exacerbace
U některých osob může být astma stabilní po celé týdny či měsíce, a pak se u nich náhle rozvine epizoda akutního astmatu. Různé osoby reagují na různé faktory odlišně. U většiny nemocných může dojít k závažnému zhoršení prostřednictvím celé řady spouštěcích faktorů.
Mezi faktory, které se vyskytují v domácnostech a mohou vyvolat exacerbaci astmatu, patří prach, zvířecí srst a kůže (zejména psí a kočičí srst), alergeny švábů a plíseň. Parfémy jsou běžnou příčinou akutních záchvatů u žen a dětí. Virové a bakteriální infekce horních cest dýchacích mohou onemocnění dále zhoršovat. Psychický stres může také ke zhoršení příznaků přispívat – má se za to, že stres má vliv na imunitní systém, a tudíž zvyšuje riziko zánětlivé reakce dýchacích cest na alergeny a dráždivé látky.

## Patologická fyziologie

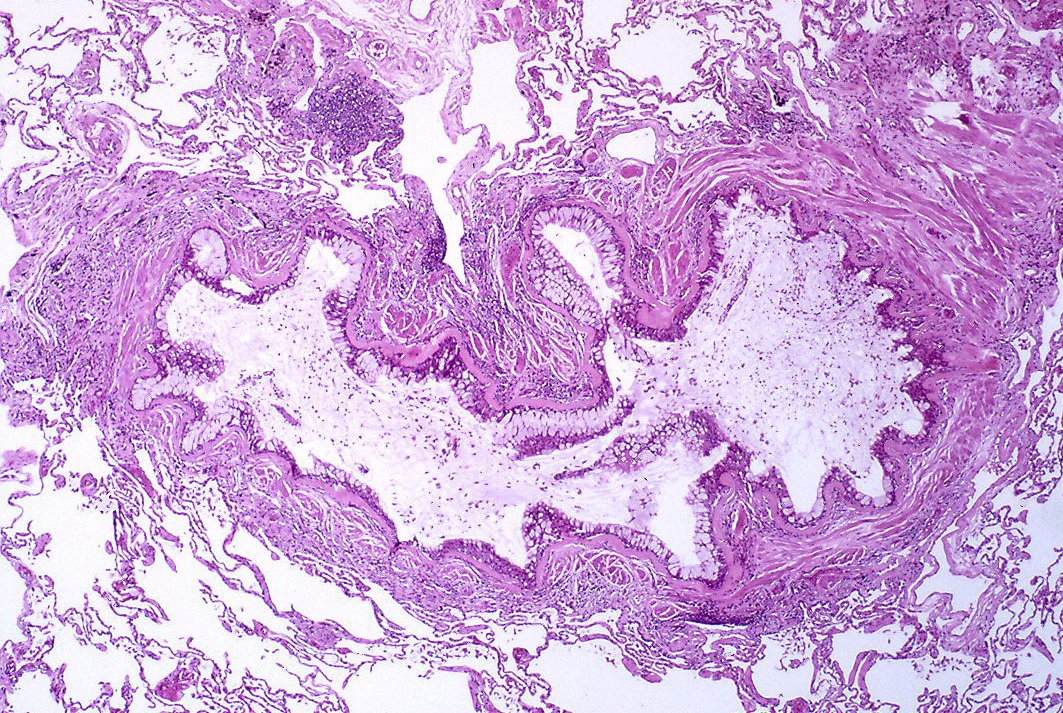
Ucpání průchodu průdušinky hlenovitým výpotkem, metaplazie pohárkových buněk a epiteliální ztluštění bazální membrány u osoby s astmatem

Astma je výsledkem chronického zánětu dýchacích cest, který má za následek zvýšenou smrštitelnost okolního hladkého svalstva. To spolu s dalšími faktory vede k náhlému zužování dýchacích cest a ke klasickým symptomům sípání. Zužování je typicky vratné s pomocí léčby i bez ní. Příležitostně dochází ke změnám samotné dýchací trubice. Mezi typické změny v dýchacích cestách patří zvýšení počtu eozinofilů a ztluštění retikulárního vaziva. V chronické podobě může hladké svalstvo dýchacích cest nabýt na velikosti a může se zvýšit počet hlenových žláz.K dalším typům buněk zapojených do tohoto procesu patří T-lymfocyty, makrofágy a neutrofily, podílet se na něm mohou ale i další složky imunitního systému, mimo jiné cytokiny, chemokiny, histamin a leukotrieny.

## Diagnóza
Ačkoli je astma dobře rozpoznatelným onemocněním, neexistuje žádná jednotná stanovená definice. Světová iniciativa pro astma nemoc definuje jako „chronické zánětlivé onemocnění dýchacích cest, ve kterém hraje roli mnoho buněk a buněčných prvků. Chronický zánět souvisí s přecitlivělostí dýchacích cest, která vede k opakujícím se epizodám sípání, dušnosti, svírání na hrudi a kašle, zejména v noci nebo časně ráno. Tyto epizody obvykle souvisejí s rozšířeným, ale variabilním snížením průchodnosti plic, které je často vratné buď spontánně, nebo pomocí léčby.“
V současné době neexistuje přesný test - diagnóza je obvykle založena na symptomech a reakci na léčbu v průběhu času. Možná diagnóza astmatu by měla být brána v úvahu v případě vracejících se epizod sípání, kašle nebo obtížného dýchání nebo tehdy, pokud se tyto symptomy objevují či zhoršují v důsledku fyzické námahy, virové infekce, vystavení alergenům nebo znečištění vzduchu. K potvrzení diagnózy se používá spirometrie. U dětí mladších šesti let je diagnóza obtížnější, jelikož jsou pro spirometrii příliš malé.

### Spirometrie
Spirometrie je doporučovaným pomocným postupem pro diagnózu astmatu a stanovení léčby. Jde o jediný a současně nejvhodnější test ke stanovení diagnózy astmatu. Pokud se hodnota FEV1 naměřená pomocí této techniky po podání bronchodilatátoru, například salbutamolu, zlepší o více než 12 %, je diagnóza astmatu pravděpodobná. U osob s anamnézou mírného astmatu však může být normální, pokud ke zlepšení nedojde. Difuzní kapacita metodou jednoho dechu může pomoci odlišit astma od chronické obstrukční plicní nemoci. Spirometrii je vhodné provádět každý rok či dva, aby byl vývoj astmatu nemocného pod kontrolou.

### Ostatní
Provokační test s metacholinem zahrnuje inhalaci zvýšené koncentrace látky, která u osob s predispozicí k astmatu způsobuje zúžení dýchacích cest. Pokud je výsledek negativní, znamená to, že osoba astma nemá; pokud je však výsledek pozitivní, nemusí mít specifickou souvislost s tímto onemocněním.
Mezi další podpůrné důkazy svědčící o astmatu patří rozdíl v hodnotách vrcholu výdechové průtokové rychlosti ≥20 % po alespoň tři dny v týdnu po dobu měření trvající alespoň dva týdny, zlepšení výdechové průtokové rychlosti o ≥20 % po léčbě salbutamolem, inhalovanými kortikosteroidy nebo prednisonem nebo snížení výdechové průtokové rychlosti o ≥20 % po vystavení spouštěcímu faktoru. Testování vrcholného výdechového průtoku přináší proměnlivější výsledky než spirometrie, není proto doporučováno pro rutinní stanovení diagnózy. Může být vhodné ke každodennímu sledování vlastního stavu u osob se středně těžkými nebo těžkými projevy onemocnění a ke kontrole účinnosti nových léků. Užitečné může být i v případě rozhodování o léčbě u pacientů s akutní exacerbací (novým vzplanutím chronické choroby).

### Klasifikace
| Závažnost                    | Četnost symptomů | Symptomy během noci | % předpokládaného FEV1 | Proměnlivost FEV1 | Použití SABA |
| ---------------------------- | ---------------- | ------------------- | ---------------------- | ----------------- | ------------ |
| Občasné                      | ≤2/týden         | ≤2/měsíc            | ≥80 %                  | <20 %             | ≤2 dny/týden |
| Slabé přetrvávající          | >2/týden         | 3–4/měsíc           | ≥80 %                  | 20–30 %           | >2 dny/týden |
| Středně těžké, přetrvávající | Denně            | >1/týden            | 60-80 %                | >30 %             | denně        |
| Těžké přetrvávající          | Neustále         | Často (7×/týden)    | <60 %                  | >30 %             | ≥dvakrát/den |

Astma je klinicky klasifikováno podle četnosti symptomů, objemu vzduchu za jednu vteřinu usilovného výdechu (FEV1) a vrcholu výdechové průtokové rychlosti. Astma může být rovněž klasifikováno jako atopické (alergické) nebo neatopické (nealergické) na základě toho, zda jsou symptomy vyvolány alergeny (atopické), či nikoli (neatopické). Ačkoli je astma klasifikováno na základě závažnosti, v tuto chvíli kromě tohoto systému neexistuje žádná jasná metoda pro klasifikaci různých podskupin astmatu. Současným hlavním cílem ve výzkumu astmatu je nalezení způsobu identifikace podskupin, které dobře reagují na různé typy léčby.
Ačkoli je astma chronickou obstrukční nemocí plic, není považováno za součást chronické obstrukční plicní nemoci, jelikož tento pojem odkazuje specificky na kombinace nezvratných onemocnění, například bronchiektázie, chronické bronchitidy a emfyzému. Oproti těmto onemocněním je obstrukce dýchacích cest v případě astmatu obvykle vratná; pokud však není léčen, může chronický zánět způsobený astmatem vést k tomu, že plíce budou nevratně zablokovány v důsledku změny tvaru dýchacích cest. Oproti emfyzému postihuje astma průdušky, nikoli plicní sklípky.

#### Exacerbace astmatu
| Téměř fatální                           | Vysoká hladina PaCO2 a/nebo nutnost mechanické ventilace     | Vysoká hladina PaCO2 a/nebo nutnost mechanické ventilace |
| Život ohrožující (kterýkoli z příznaků) |                                                              |                                                          |
| Klinické příznaky                       | Hodnoty                                                      |                                                          |
| Poruchy vědomí                          | Vrcholný průtok < 33 %                                       |                                                          |
| Vyčerpání                               | Nasycení kyslíkem < 92 %                                     |                                                          |
| Arytmie                                 | PaO2 < 8 kPa                                                 |                                                          |
| Nízký krevní tlak                       | „Normální“ PaCO2                                             |                                                          |
| Cyanóza                                 |                                                              |                                                          |
| Vymizelé dýchání                        |                                                              |                                                          |
| Slabé dechové úsilí                     |                                                              |                                                          |
| Akutní těžké (jakýkoli z příznaků)      |                                                              |                                                          |
| Vrcholný průtok 33–50 %                 |                                                              |                                                          |
| Dechová frekvence ≥ 25 dechů za minutu  |                                                              |                                                          |
| Srdeční frekvence ≥ 110 tepů za minutu  |                                                              |                                                          |
| Neschopnost dokončit větu jedním dechem |                                                              |                                                          |
| Středně těžké                           | Zhoršující se symptomy                                       | Zhoršující se symptomy                                   |
| Středně těžké                           | Vrcholný průtok 50–80 %, nejlepší nebo předpokládané hodnoty |                                                          |
| Středně těžké                           | Žádné projevy závažného akutního astmatu                     |                                                          |

Akutní exacerbace astmatu se běžně označuje jako záchvat astmatu. Klasickými symptomy jsou dušnost, sípání a svírání na hrudi. Ačkoli jde o primární symptomy astmatu, u některých osob se astma projevuje zejména kašlem a v závažných případech může být proudění vzduchu tak slabé, že není slyšet ani žádné sípání.
Mezi příznaky, které se objevují během záchvatu astmatu, patří zapojení pomocných dýchacích svalů (zdvihače hlavy a šikmých svalů krku), dále se může objevit paradoxní puls (puls, který je slabší během nádechu a silnější během výdechu) a nadmutí hrudníku. Kůže a nehty mohou nabýt namodralé barvy z nedostatku kyslíku.
Při mírné exacerbaci dosahuje vrchol výdechové průtokové rychlosti (PEFR) ≥200 l/min. nebo ≥50 % nejlepší předpokládané hodnoty. Středně těžká exacerbace je definována jako rozpětí 80 až 200 l/min. nebo 25 % až 50 % nejlepší předpokládané hodnoty, zatímco těžká exacerbace jako ≤ 80 l/min. nebo ≤25 % předpokládané nejlepší hodnoty.
Akutní silné astma, dříve známé jako status asthmaticus, je akutní exacerbace astmatu, kdy pacient nereaguje na léčbu bronchodilatátory a kortikosteroidy. Za polovinou případů stojí infekce, zbylé případy jsou zapříčiněny alergeny, znečištěním vzduchu či nedostatečným nebo nevhodným užíváním léků.
Křehké astma je druhem astmatu odlišitelným od vracejících se silných záchvatů. Křehké astma typu 1 je onemocnění s širokým rozpětím vrcholného průtoku i navzdory intenzivnímu podávání léků. Křehké astma typu 2 je kontrolované astma s náhlými silnými exacerbacemi.

#### Fyzickou námahou vyvolané astma
Tělesná zátěž může vyvolat zúžení průdušek (bronchokonstrikci) u osob s astmatem i bez něj. K bronchokonstrikci dochází u většiny osob s astmatem a až u 20 % osob bez astmatu. Mezi sportovci se objevuje běžněji u elitních sportovců, kdy se počty případů pohybují od 3 % u sáňkařů přes 50 % u cyklistů až k 60 % u běžkařů. Ačkoli k bronchokonstrikci může dojít za jakéhokoli počasí, je častější při suchém a chladném počasí. Zdá se, že inhalace agonistů beta-2 receptorů u osob bez astmatu sportovní výkonnost nezlepšuje, nicméně orálně podávané dávky mohou zlepšit výdrž a sílu.

#### Profesionální astma
Astma vzniklé v důsledku vystavení vlivům na pracovišti (nebo tímto vystavením zhoršené) je běžně uváděnou nemocí z povolání. Mnoho případů však není hlášeno ani rozpoznáno jako profesionální astma. Odhaduje se, že s prací souvisí 5–25 % případů astmatu u dospělých. S tímto fenoménem je spojováno několik set různých látek, přičemž mezi nejběžnější patří isokyanáty, obilný a dřevný prach, kalafuna, pájecí pasta, latex, zvířata a aldehydy. Z hlediska zaměstnání souvisejícího s nejvyšším rizikem problémů patří k ohroženým lakýrníci, pekaři a pracovníci v potravinářském, chemickém a dřevařském průmyslu, zdravotní sestry, lidé pracující se zvířaty, svářeči a kadeřníci.

### Diferenciální diagnostika
Symptomy podobné symptomům astmatu může způsobovat mnoho různých onemocnění. U dětí by měla být uvážena ostatní onemocnění horních cest dýchacích, například alergická senná rýma a sinusitida, stejně jako další příčiny ucpání dýchacích cest, například vdechnutí cizího tělesa, tracheální stenóza nebo laryngotracheomalacie, cévní prstence, zvětšené lymfatické uzliny nebo zduřeniny v oblasti krku. U dospělých je nutno vyloučit chronickou obstrukční plicní nemoc, městnavé srdeční selhání, zduřeniny v dýchacích cestách a léky vyvolaný kašel způsobený inhibitory ACE. U obou skupin se může podobně projevovat i dysfunkce hlasových vazů.
Chronická obstrukční plicní nemoc se může vyskytovat současně s astmatem a může se projevovat jako komplikace chronického astmatu. Po dosažení věku 65 let astmatem a chronickou obstrukční plicní nemocí trpí většina osob s obstrukční nemocí dýchacích cest. V takové situaci lze chronickou obstrukční plicní nemoc odlišit díky zvýšenému počtu neutrofilů v dýchacích cestách, abnormálně zvýšené tloušťce stěn a množství hladkého svalstva v průduškách. Tento typ vyšetření se však neprovádí proto, že chronická obstrukční plicní nemoc a astma mají podobné léčebné postupy – podávání kortikosteroidů, dlouhodobě působících agonistů beta-receptorů a nutnost zanechat kouření. Z hlediska symptomů se velmi úzce podobá astmatu, souvisí s vystavením cigaretovému kouři, vyšším věkem, méně úspěšnou vratností po podání bronchodilatátorů a menší pravděpodobností rodinné anamnézy atopie.

## Prevence
Důkazy o účinnosti opatření směřujících k prevenci vzniku astmatu nejsou dostatečné. Jisté výsledky byly zaznamenány při omezení vystavení kouři jak v děloze, tak po porodu, kojení a zapojení dětí do výchovy v zařízeních denní péče či velkých rodinách; žádné z opatření však není dostatečně doloženo tak, aby bylo možné je doporučit. Vhodný může být kontakt s domácími zvířaty v raném věku; výsledky kontaktu s nimi v jiném věku jsou neprůkazné a pouze se doporučuje zbavit se domácích zvířat v případě, že osoba trpí alergickými symptomy na dané domácí zvíře. Dietní omezení během těhotenství nebo kojení nebyla prokázána jako účinná, a proto nejsou doporučována. Účinné může naopak být omezit či eliminovat používání látek, o kterých dané osoby vědí, že jsou na ně citlivé.

## První pomoc
Astmatický záchvat je život ohrožující stav. Pokud se nepodniknou kroky k jeho zastavení, postižený může i zemřít. Při astmatickém záchvatu se doporučuje:
- uvolnit těsný oděv (kravatu, košili, podprsenku)
- použít inhalátor (sprej) na astma (pokud je dostupný); většinou se mohou dát tři dávky a lze je po několika minutách opakovat (nejlepší je řídit se návodem pro používaný inhalátor)
- postiženého dát do Fowlerovy polohy (polosed,[101] např. sed na zemi s nataženýma nohama a zády opřenými o zeď)
- sledovat stav
- pokud je záchvat vážný nebo se stav stále nezlepšuje (či se dokonce zhoršuje), zavolat záchrannou službu na telefonním čísle 155.

## Léčba
Ačkoli na astma neexistuje lék, lze typicky dosáhnout zlepšení symptomů. Měl by být vytvořen specificky přizpůsobený plán proaktivního sledování a léčby symptomů. Plán by měl zahrnovat omezené vystavení alergenům, testy pro posouzení závažnosti symptomů a navrhované podávání léků. Plán léčby by měl být sepsán a měl by obsahovat úpravy léčby v závislosti na možných změnách symptomů.
Nejúčinnější léčbou astmatu je identifikace spouštěcích faktorů, například cigaretového kouře, domácích zvířat či aspirinu, a vyloučení jejich přítomnosti z blízkosti pacienta. Pokud je vyhýbání se spouštěcím faktorům nedostatečné, doporučuje se podávání léků. Farmaceutické léky jsou mimo jiné voleny na základě závažnosti onemocnění a četnosti symptomů. Specifické léky na astma jsou široce klasifikovány do kategorie rychle působících a dlouhodobě působících přípravků.
Bronchodilatátory jsou doporučovány pro krátkodobou úlevu od symptomů. U osob s pouze příležitostnými záchvaty nejsou třeba žádné další léky. Pro mírné přetrvávající astma (asi dva záchvaty týdně) se doporučují nízké dávky inhalovaných kortikosteroidů nebo případně orálně podávaných leukotrienových antagonistů nebo stabilizátorů žírných buněk. Těm, kteří trpí denními záchvaty astmatu, se doporučují vyšší dávky inhalovaných kortikosteroidů. Při středně těžké nebo těžké exacerbaci se k těmto lékům přidávají orálně podávané kortikosteroidy.

### Změny životního stylu
Klíčovým prvkem kontroly a prevence záchvatů je vyhýbání se spouštěcím faktorům. Mezi nejběžnější spouštěcí faktory patří alergeny, kouř (tabákový i jiný), znečištění vzduchu, neselektivní beta-blokátory a potraviny obsahující siřičitany. Kouření cigaret a pasivní kouření mohou snižovat účinnost léků, například kortikosteroidů. Opatření na regulaci prachových roztočů včetně filtrace vzduchu, chemických látek k likvidaci roztočů, vysávání, speciální povlaky matrací a další metody nemají na symptomy astmatu žádný vliv.

### Léky
Léky používané k léčbě astmatu jsou rozděleny do dvou obecných tříd - léky pro rychlou úlevu používané k léčbě akutních symptomů a dlouhodobě podávané léky používané k prevenci další exacerbace.
Rychle působící:

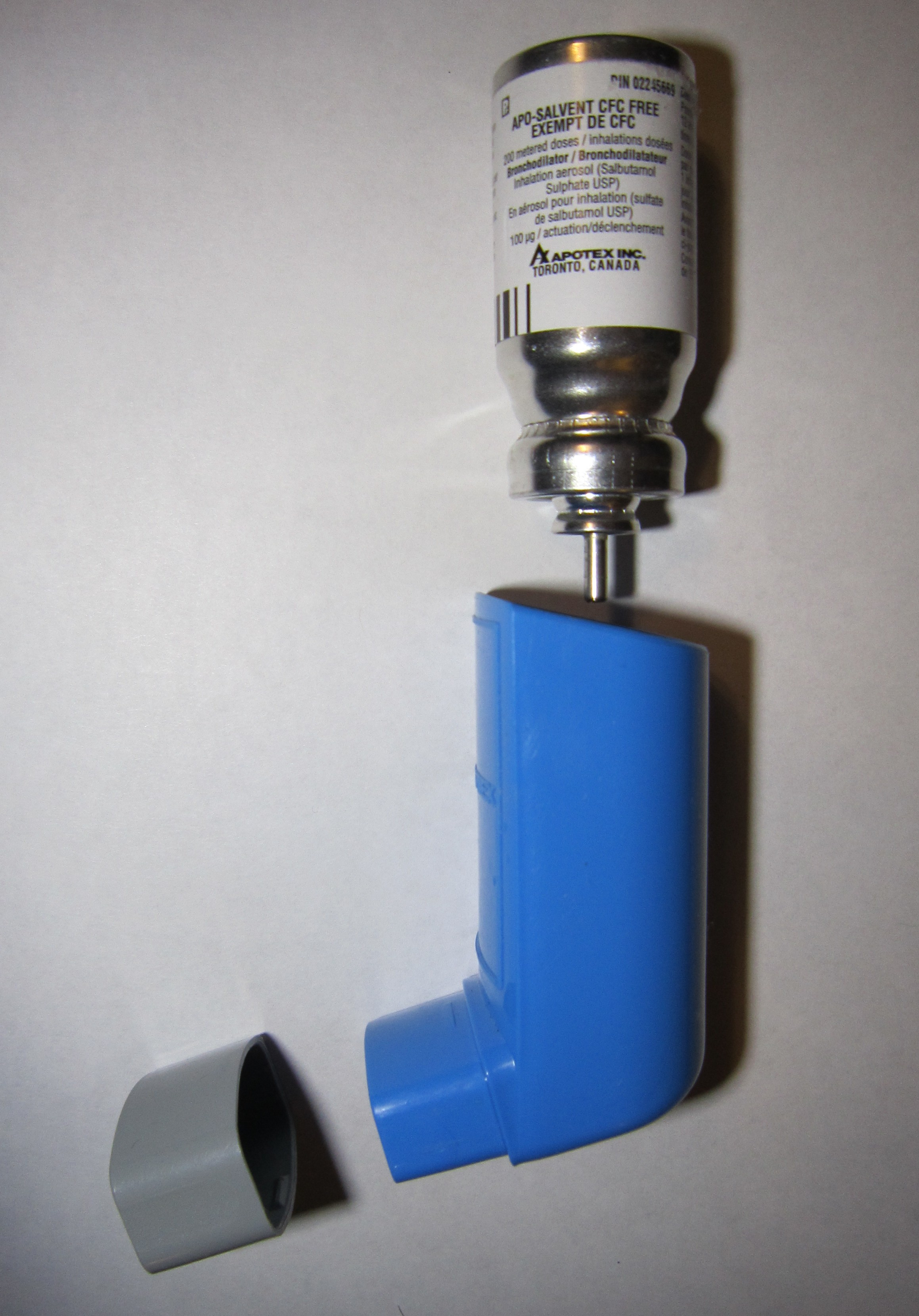
Salbutamol v inhalátoru s odměřováním dávek běžně používaný k léčbě záchvatů astmatu

- Krátkodobě působící agonisté beta2 adrenoreceptorů (SABA), například salbutamol (v USA albuterol) jsou první volbou pro léčbu symptomů astmatu.[9]
- Anticholinergní léky, například ipratropium bromid, mohou v kombinaci s léky SABA pomoci u osob se středně těžkými či těžkými symptomy.[9] Anticholinergní bronchodilatátory lze rovněž použít v případě, kdy pacient nemůže užívat léky SABA.[75]
- Starší, méně selektivní adrenergní agonisté, například inhalovaný epinefrin, mají podobnou účinnost jako léky SABA.[110] Nejsou však příliš doporučovány kvůli obavám z nadměrné srdeční stimulace.[111]

Dlouhodobě působící:
- Za nejúčinnější dostupné léky pro dlouhodobou kontrolu astmatu jsou obecně považovány kortikosteroidy.[104] Obvykle jsou používány v inhalované formě, kromě případů závažného přetrvávajícího onemocnění, kdy může být třeba jejich orální podávání.[104] Obvykle se doporučuje inhalované přípravky užívat jednou či dvakrát denně v závislosti na závažnosti symptomů.[112]
- Dlouhodobě působící agonisté beta-adrenoceptorů (LABA), například salmeterol a formoterol, mohou, alespoň u dospělých, v kombinaci s inhalovanými kortikosteroidy zlepšovat kontrolu astmatu.[113] U dětí tento jejich účinek nebyl prokázán.[113][114] Při použití bez steroidů zvyšují tyto léky riziko závažných vedlejších účinků[115] a dokonce i při současném užívání s kortikosteroidy mohou toto riziko mírně zvyšovat.[116][117]
- Leukotrienové antagonisty (například montelukast a zafirlukast) lze použít jako doplněk k inhalovaným kortikosteroidům, typicky rovněž současně s léky LABA.[104] Pro použití při akutní exacerbaci nejsou dostatečné důkazy.[118][119] U dětí do pěti let jsou upřednostňovaným doplňkem léčby pomocí inhalovaných kortikosteroidů.[120]
- Stabilizátory žírných buněk (například kromoglykát sodný) jsou další, i když neupřednostňovanou alternativou ke kortikosteroidům.[104]

#### Způsob podávání
Léky jsou obvykle dodávány ve formě inhalátorů s odměřovaným dávkováním (MDI) v kombinaci s inhalačním nástavcem nebo práškových inhalátorů. Inhalační nástavec je plastový válec, v němž se lék mísí se vzduchem a usnadňuje tak požití celé dávky léku. Rovněž je možné použít nebulizátor. Nebulizátory a inhalační nástavce jsou stejně účinné u osob s mírnými až středně těžkými symptomy, k dispozici však nejsou dostatečné důkazy o tom, zda mohou výrazněji pomoci v případě závažných symptomů.

#### Nežádoucí účinky
Dlouhodobé užívání inhalovaných kortikosteroidů v konvenčních dávkách přináší mírné riziko nežádoucích účinků. Mezi rizika patří vznik kataraktu a mírná regrese vzrůstu.

### Ostatní
Pokud na astma nezabírá obvyklá léčba, jsou dostupné další možnosti jak pro potřeby rychlého zásahu, tak pro prevenci recidivy. K prostředkům pomoci v případě nutnosti rychlého zásahu patří:
- Kyslík pro zmírnění hypoxie, pokud nasycení kyslíkem klesne pod 92 %.[124]

- Nitrožilní léčba pomocí síranu hořečnatého má společně s dalšími léky v případě silných akutních záchvatů astmatu bronchodilatační účinek.[125][126]

- Heliox, směs helia a kyslíku, je rovněž možné uvážit v závažných případech, kdy pacient nereaguje na léčbu.[125]

- Použití nitrožilního salbutamolu není podpořeno důkazy, a tudíž se k němu přistupuje pouze v extrémních případech.[124]

- Metylxantiny (například teofylin) bývaly široce používány, k účinkům inhalovaných beta-agonistů však nijak výrazně nepřispívají.[124] Jejich použití v případě akutní exacerbace je kontroverzní.[127]

- Disociativní anestetikum ketamin je teoreticky přínosné, pokud je nutná intubace a mechanická ventilace u osob s hrozící zástavou dechu; na podporu tohoto postupu však neexistují důkazy z klinických studií.[128]

U osob s vážným přetrvávajícím astmatem nekontrolovaným inhalovanými kortikosteroidy a léky LABA může být možností bronchiální termoplastika. Ta spočívá v přísunu řízené tepelné energie ke stěnám dýchacích cest během řady bronchoskopických zákroků. Ačkoli tento postup může zvýšit četnost exacerbací v prvních několika měsících, zdá se, že dlouhodobě jejich počet snižuje. Účinky po více než jednom roce nejsou známy.

### Alternativní způsoby léčby
Mnoho osob trpících astmatem, podobně jako pacienti s ostatními chronickými chorobami, používá i alternativní způsoby léčby; průzkumy ukazují, že přibližně 50 % z nich využívá nějakou formu nekonvenční terapie. Na podporu účinnosti většiny těchto postupů existuje jen minimum údajů. Pro užívání vitaminu C neexistují dostatečné důkazy. Ze stejných důvodů se nedoporučuje ani akupunktura. Ionizátory vzduchu neposkytují žádné důkazy o zlepšení symptomů astmatu nebo funkce plic; to se týká rovněž generátorů pozitivních a negativních iontů.
Manuální terapie včetně osteopatické, chiropraktické, fyzioterapeutické a respirační léčby neposkytují dostatek důkazů pro jejich využití při léčbě astmatu. Butejkova dechová metoda pro kontrolu hyperventilace může vést ke snížení užívaných dávek léků, nemá však žádný vliv na funkci plic. Skupina odborníků na základě toho vyslovila názor, že na podporu užívání této metody neexistuje dostatek důkazů.

## Výskyt
V dětství je astma nejčastějším chronickým onemocněním – trpí jím zhruba 10 % dětí, a to většinou chlapců. Tento rozdíl se postupně obrací a v dospělosti již mezi nemocnými značně převažují ženy. Čím později se astmatické projevy objeví, tím je pravděpodobnější, že jsou z určité části způsobeny specifickou alergickou reakcí. U dospělých se astma objevuje zhruba u 5 % populace. V poslední době patrný nárůst astmatických onemocnění v této skupině je dán vzrůstajícím počtem dosud nevysvětlených a těžko diagnostikovatelných alergií, k dalším faktorům patří také fyzické či psychické přetížení, chlad atd.
Astma se rozděluje na alergické a nealergické.

## Prognóza

Rok života ovlivněný nezpůsobilostí v důsledku astmatu na 100 000 obyvatel v roce 2004.
údaje nejsou k dispozici
<100
100–150
150–200
200–250
250–300
300–350
350–400
400–450
450–500
500–550
550–600
>600

Prognóza astmatu je obecně dobrá, obzvláště u dětí s mírnými symptomy. Za několik posledních desetiletí došlo ke snížení úmrtnosti v důsledku lepší diagnostiky astmatu a zlepšení péče o nemocné. Celosvětově postihovaly v roce 2004 středně těžké až těžké projevy astmatu 19,4 miliónů osob (z nichž 16 miliónů žije v zemích s nízkými a středními příjmy). V případě astmatu diagnostikovaného v dětství bylo zaznamenáno, že celá polovina pacientů již po deseti letech diagnózu astmatu nemá. Následkem nemoci dochází k remodulaci dýchacích cest, není však známo, zda jsou tyto změny škodlivé či prospěšné. Zdá se, že včasná léčba kortikosteroidy zabraňuje zhoršení funkce plic nebo tuto funkci zlepšuje.

## Epidemiologie

Počet případů astmatu v různých zemích světa v roce 2004.
údaje nejsou k dispozici
<1 %
1–2 %
2–3 %
3–4 %
4–5 %
5–6 %
6–7 %
7–8 %
8–10 %
10–12,5 %
12,5–15 %
>15 %

V roce 2011 bylo astmatem na celém světě postiženo 235–300 miliónů osob, přičemž na toto onemocnění každý rok zemře přibližně 250 000 lidí. Počet případů v jednotlivých zemích se liší od 1 do 18 % populace. Astma je běžnější v rozvinutých než v rozvojových zemích. Nižší počet případů je tak zaznamenán v Asii, východní Evropě a v Africe. V rozvinutých zemích je astma běžnější u osob, které jsou ekonomicky znevýhodněné, zatímco v rozvojových zemích je běžnější mezi lidmi s lepším postavením. Důvod těchto rozdílů není zcela jasný. K více než 80 % případů úmrtí dochází v zemích s nízkými a středními příjmy.
Ačkoli je astma dvakrát častější u chlapců než u dívek, počet silných případů astmatu je u obou skupin stejný. Oproti tomu u dospělých je počet případů astmatu vyšší u žen než u mužů a je běžnější u mladších než u starších osob.
Celosvětový počet případů astmatu se mezi 60. lety 20. století a rokem 2008 výrazně zvýšil, což je od 70. let 20. století považováno za jeden z největších problémů veřejného zdraví. Počet případů astmatu se v rozvinutých zemích od poloviny 90. let 20. století ustálil, přičemž ke zvýšení počtu případů dochází v poslední době primárně v rozvojových zemích. Astma postihuje přibližně 7 % populace Spojených států a 5 % populace ve Spojeném království. Počet případů v Kanadě, Austrálii a na Novém Zélandu se pohybuje okolo 14–15 %.

## Patofyziologie
K zúžení dýchacích cest u astmatiků dochází v důsledku zánětu průdušek a tzv. bronchokonstrikce, zúžení dýchacích cest v plicích následkem zkrácení okolního hladkého svalstva. Zánět průdušek také vyvolává zúžení, neboť imunitní reakce na alergeny způsobuje otok tkáně.

### Bronchokonstrikce

Zanícené dýchací cesty a bronchokonstrikce

Při záchvatu astmatu reagují zanícené průdušinky na spouštěcí mechanismy v okolí jako např. kouř, prach nebo pyl. Dochází k jejich zúžení a ke zvýšenému vylučování hlenu, což ztěžuje dýchání.
Astma je v podstatě výsledek imunitní reakce v průdušinkách.
Dýchací cesty astmatiků vykazují přecitlivělost na určité podněty. Při kontaktu s těmito spouštěcímy faktory nastávají křeče průdušek (astmatický záchvat). Brzy pak dochází ke vzniku zánětu, což má za následek další zúžení dýchacích cest a nadměrné vylučování hlenu, následně pak kašel a další dýchací obtíže

## Historie
Astma bylo rozpoznáno již ve starověkém Egyptě a bylo léčeno pitím vonné směsi známé jako kyphi. Jako specifický problém s dýcháním bylo oficiálně pojmenováno Hippokratem přibližně v roce 450 př. Kr., a to řeckým slovem pro supění nebo zrychlený dech, které tvoří základ moderního názvu. V roce 200 př. Kr. se mělo za to, že alespoň částečně souvisí s emocemi. Později řecký filosof Galén zmiňuje astma v několika svých textech.
Medicína dříve rozlišovala astma bronchiale ("astma" je nyní používáno jako zkrácené synonymum) a "astma cardiale", což byla dušnost způsobená plicním edémem (otokem plic).
V roce 1873 se jedna z prvních prací moderního lékařství pokusila vysvětlit patofyziologii nemoci, zatímco práce z roku 1872 došla k závěru, že astma lze léčit vtíráním chloroformové tekuté masti do hrudi. Léčba v roce 1880 zahrnovala použití nitrožilních dávek léku zvaného pilokarpin. V roce 1886 přišel F.H. Bosworth s teorií souvislosti mezi astmatem a sennou rýmou. Epinefrin jako prostředek léčby astmatu byl poprvé zmíněn v roce 1905. Orálně podávané kortikosteroidy se k léčbě astmatu začaly používat v 50. letech 20. století, zatímco inhalované kortikosteroidy a selektivní krátkodobě působící agonisté beta receptorů se začaly šířeji používat v 60. letech 20. století.
Během 30. až 50. let 20. století bylo astma známo jako jedna ze sedmi klasických psychosomatických nemocí. Za jeho původce byly označovány psychologické příčiny a léčba byla často založena na psychoanalýze a dalších postupech léčby prostřednictvím rozhovoru. Jelikož psychoanalytikové interpretovali astmatické sípání jako potlačovaný pláč dítěte hledajícího matku, pro osoby s astmatem považovali za obzvláště důležitou léčbu deprese.